# McKinney Acres
McKinney Acres è un centro abitato degli Stati Uniti d'America, situato nella contea di Andrews dello Stato del Texas. Si trova lungo il confine meridionale della contea. Secondo il censimento effettuato nel 2010 la popolazione è formata da 815 unità.

## Geografia

### Territorio
McKinney Acres si trova lungo il confine meridionale di Andrews, il capoluogo della contea. La U.S. Route 385 attraversa il bordo occidentale del CDP, che termina a 32 miglia (51 km) a sud, ad Odessa.
Secondo l'Ufficio del censimento degli Stati Uniti d'America la città ha un'area totale di 1,7 miglia quadrate (4,3 km²), costituiti completamente dalla terra ferma.

## Società

### Evoluzione demografica
Secondo il censimento effettuato nel 2010 la popolazione è formata da 815 persone. 361 di esse, corrispondenti al 44,3% sono maschi, mentre le restanti 454 (55.7%) sono femmine.

## Cultura

### Media[3]

#### Radio
Stazioni  AM
- KACT (1360 AM; 1 kW; Andrews, TX; Proprietario: ZIA BROADCASTING COMPANY)
- KCRS (550 AM; 5 kW; Midland, TX; Proprietario: CCB TEXAS LICENSES, L.P.)
- KINF (1020 AM; 50 kW; Roswell, NM; Proprietario: JAMES CRYSTAL HOLDINGS OF NEW MEXICO, INC.)
- KICA (980 AM; 50 kW; Clovis, NM; Proprietario: BROADCAST ENTERTAINMENT CORPORATION)
- KWEL (1070 AM; daytime; 3 kW; Midland, TX; Proprietario: FAUSTINO QUIROZ)
- KMUL (1380 AM; 50 kW; Muleshoe, TX; Proprietario: BROADCAST ENTERTAINMENT CORPORATION)
- KHOB (1390 AM; 5 kW; Hobbs, NM; Proprietario: AMERICAN ASSET MANAGEMENT, INC.)
- KYKK (1110 AM; daytime; 5 kW; Humble City, NM; Proprietario: NOALMARK BROADCASTING CORPORATION)
- KLBO (1330 AM; 5 kW; Monahans, TX; Proprietario: SANDSHILLS COMMUNICATION, INC.)
- KMND (1510 AM; daytime; 2 kW; Midland, TX; Proprietario: CUMULUS LICENSING CORP.)
- KIKZ (1250 AM; 1 kW; Seminole, TX; Proprietario: GAINES COUNTY ROADCASTING, LTD.)
- KFLB (920 AM; 1 kW; Odessa, TX; Proprietario: FAMILY LIFE BROADCASTING SYSTEM)
- KKYX (680 AM; 50 kW; San Antonio, TX; Proprietario: CXR HOLDINGS, INC.)

Stazioni FM
- KACT-FM (105.5 FM; Andrews, TX; Proprietario: ZIA BROADCASTING COMPANY)
- KNFM (92.3 FM; Midland, TX; Proprietario: CUMULUS LICENSING CORP.)
- KCRS-FM (103.3 FM; Midland, TX; Proprietario: CCB TEXAS LICENSES, L.P.)
- KQLM (107.9 FM; Odessa, TX; Proprietario: STELLAR MEDIA, INC.)
- KFZX (102.1 FM; Gardenlade, TX; Proprietario: CAPSTAR TX LIMITED PARTNERSHIP)
- KHKX (99.1 FM; Odessa, TX; Proprietario: ENCORE BROADCASTING, L.L.C.)
- KFLB-FM (90.5 FM; Odessa, TX; Proprietario: FAMILY LIFE BROADCASTING, INC.)
- KMRK-FM (96.1 FM; Odessa, TX; Proprietario: CAPSTAR TX LIMITED PARTNERSHIP)
- KMCM (96.9 FM; Odessa, TX; Proprietario: ENCORE BROADCASTING, L.L.C.)
- KODM (97.9 FM; Odessa, TX; Proprietario: CUMULUS LICENSING CORP.)
- KTXC (104.7 FM; Lamesa, TX; Proprietario: MIDESSA BROADCASTING LIMITED PARTNERSHIP)
- K254AQ (98.7 FM; Gardenlade, TX; Proprietario: CALVARY CHAPEL OF TWIN FALLS, INC.)
- K215BG (90.9 FM; Andrews, TX; Proprietario: EASTERN NEW MEXICO UNIVERSITY)

#### Stazioni televisive
- KMID (Canale 2; Midland, TX; Proprietario: NEXSTAR BROADCASTING OF MIDLAND-ODESSA, L.L.C.)
- KPEJ (Canale 24; Odessa, TX; Proprietario: COMCORP OF TEXAS LICENSE CORP.)
- KWES-TV (Canale 9; Odessa, TX; Proprietario: MIDESSA TELEVISION COMPANY)
- KPXK (Canale 30; Odessa, TX; Proprietario: WINSTAR ODESSA, INC)
- KOSA-TV (Canale 7; Odessa, TX; Proprietario: ICA BROADCASTING I, LTD.)
- KUPB (Canale 18; Midland, TX; Proprietario: ENTRAVISION HOLDINGS, LLC)
- KMLM (Canale 42; Odessa, TX; Proprietario: PRIME TIME CHRISTIAN BROADCASTING, INC.)
- K55IF (Canale 55; Seminole, TX; Proprietario: RAMAR COMMUNICATIONS II, LTD.)
- KPDN-LP (Canale 27; Monahans, TX; Proprietario: PRIME TIME CHRISTIAN B/CTING, INC.)